# Ким Химчхан
Ким Химчхан (кор. 김힘찬; род. 19 апреля 1990, Сеул, Южная Корея) — южнокорейский певец и танцор, более известен под сценическим именем Химчхан (кор. 힘찬). Бывший участник южнокорейского хип-хоп бой-бенда B.A.P.

## Биография
Ким Химчхан родился 19 апреля 1990 года в Сеуле.
Зарождению интереса к музыке у Химчхана поспособствовала его старшая сестра. Когда будущему певцу было пять лет, он выразил желание пойти в музыкальную школу и поступил сначала в начальную, а затем и в среднюю школу национальной корейской музыки, известные тем, что были построены государством, как национальные центры образования в области искусств в Корее. Во время учёбы в школе Ким начал пробовать свои силы, участвуя в различных конкурсах. Особенно упорно Химчхан тренировался перед поступлением в старшую школу искусств, через три года обучения в которой он был зачислен в Корейский национальный университет искусств. По словам Кима, ему никогда не приходилось платить за своё обучение.
Уже на первом курсе, пройдя кастинг в компанию по набору актёров, он сыграл несколько небольших ролей. «Думаю, тогда моя жизнь протекала активно. Я снимался в промо-роликах, снялся в рекламе мобильных телефонов вместе с группой T-ara и Юн Сиюн сонбэнимом. Хотя, конечно, лица моего там не видно (смеётся). Так же в прошедшем 2011 году я снялся в клипе Чон Сынги и засветился в одном независимом кино.»
Позже, отвечая на вопрос, как он стал певцом, Химчхан сказал: «Когда я был подростком, я очень сильно обожал музыку. Первоначально я увлекался западной музыкой, а также специализировался в Гукак (традиционная корейская музыка), но так как я был заинтересован и в развлекательном жанре, кто-то из этого агентства предложил мне попробовать себя на прослушивании. Я учился играть на чангу. Я также играл с человеком, который владеет игрой на сямисэне. Японская школа искусств и моя школа сотрудничали, поэтому ученики могли получить подобный опыт. Я всё ещё студент, но на данный момент пока в отпуске».

## Музыкальная карьера
В 2010 году Химчхан вместе с Чон Ёнхва и Ли Джонхёном (группа CNBLUE), Джехё (группа Block B) и Ли Джуном (группа MBLAQ) стал участником пятого состава группы BEST NINE SCHOOL ULZZANG. В том же году он появился в видеоклипе Чон Сыльги «Back In Place Again».
В марте 2011 года южнокорейский лейбл звукозаписи и агентство по поиску талантов TS Entertainment объявило о том, что идет набор в мужскую группу, которая начнёт свои выступления в 2012 году. Первым её участником стал Пан Ёнгук, которому предстояло исполнить синглы «Going Crazy» и «I Remember». В августе 2011 года TS Entertainment представило Ким Химчхана как второго участника группы. В ноябре того же года агентство заявило о скором дебюте группы «TS Baby» с участием Пан Ён Гука и других.
Август 2011 года стал временем телевизионного дебюта Химчхана как ведущего «The Show» канала MTV вместе с Чон Хё Соном и Ли Хе Ри. В том же году он снимался в видеоклипе группы Secret, сыграл второстепенную роль в фильме «Мистер Айдол» и участвовал в рэп-концерте с Vasco и Yongguk в Сеуле.
25 января 2012 года TS Entertainment организовало дебют бойз-бенда B.A.P с синглом «Warrior». Название группы расшифровывается как «Best. Absolute. Perfect» («Лучшие. Абсолютные. Идеальные»). Уже 28 января 2012 группа провела свой дебютный концерт в Сеуле, который собрал более 3000 зрителей. Дебютный сингл группы был признан критиками, средства массовой информации окрестили сингл «сильным и харизматичным». Группа быстро завоевывала репутацию, и хорошие места в музыкальных чартах, особенно в Южной Корее. Сингл «One Shot» быстро добрался до первой позиции в Hip Hop Top Itunes в Соединенных Штатах, Канаде и Новой Зеландии.

## Дискография
Чтобы увидеть работы Ким Химчхан, см. дискографию B.A.P.

## Артистизм и влияние
Ким Химчхан является вторым вокалистом группы B.A.P. В его музыкальные предпочтения входят: R&B, современный урбан и корейская традиционная музыка. Химчхан играет на традиционных корейский инструментах, такие как: тэгым (флейта), чангу (барабаны), кквэнгари и джинге.

## Фильмография

### Фильм
| Год  | Название       | Роль  | Заметки               |
| ---- | -------------- | ----- | --------------------- |
| 2011 | «Мистер Айдол» | Камео | Вместе с Пан Ён Гуком |

### Музыкальные видеоклипы
| Год  | Видеоклип                            | Артист                  | Роль                               |
| ---- | ------------------------------------ | ----------------------- | ---------------------------------- |
| 2010 | «Finally In It’s Place (결국제자리)» | Чон Сыль Ги             |                                    |
| 2011 | «Going Crazy»                        | Сон Джи Ён и Пан Ён Гук | Парень, Который Нравился Мин Херин |
| 2011 | «Shy Boy»                            | Secret (группа)         | Застенчивый Мальчик                |
| 2011 | «Starlight Moonlight»                | Secret (группа)         | Чистил Пол В Фоновом Режиме        |
| 2011 | «Never Give Up»                      | Bang&Zelo               | Студент                            |

### Музыкальные шоу
| Год  | Канал     | Название       | Роль    | Заметки    |
| ---- | --------- | -------------- | ------- | ---------- |
| 2011 | SBS MTV   | MTV The Show   | Ведущий |            |
| 2012 | Mnet      | M! Countdown   | Ведущий | с B.A.P    |
| 2012 | Mnet      | MNET Wide News | Ведущий | с Ю Ён Дже |
| 2013 | MBC Music | Show Champion  | Ведущий | с Ю Ён Дже |